# Ballapatna, Channapatna
Ballapatna là một làng thuộc tehsil Channapatna, huyện Ramanagara, bang Karnataka, Ấn Độ.